# Robert Montgomerie
Robert Montgomerie (n. 15 februarie 1880, Greater London, Anglia, Regatul Unit al Marii Britanii și Irlandei – d. 28 aprilie 1939, Greater London, Anglia, Regatul Unit) a fost un scrimer britanic, medaliat olimpic. A participat la 4 ediții ale Jocurilor Olimpice (1908, 1912, 1924, 1928) în care a câștigat o medalie de argint.